# Búvárpók
A búvárpók vagy vízipók (Argyroneta aquatica) a pókszabásúak (Arachnida) osztályának pókok (Araneae) rendjébe, ezen belül a búvárpókok (Cybaeidae) családjába tartozó Argyroneta nem egyetlen faja.

## Előfordulása
A vízipók elterjedési területe Európa, Angliától Szibériáig. A vizek szennyeződése következtében egyedszámuk csökken.

## Megjelenése

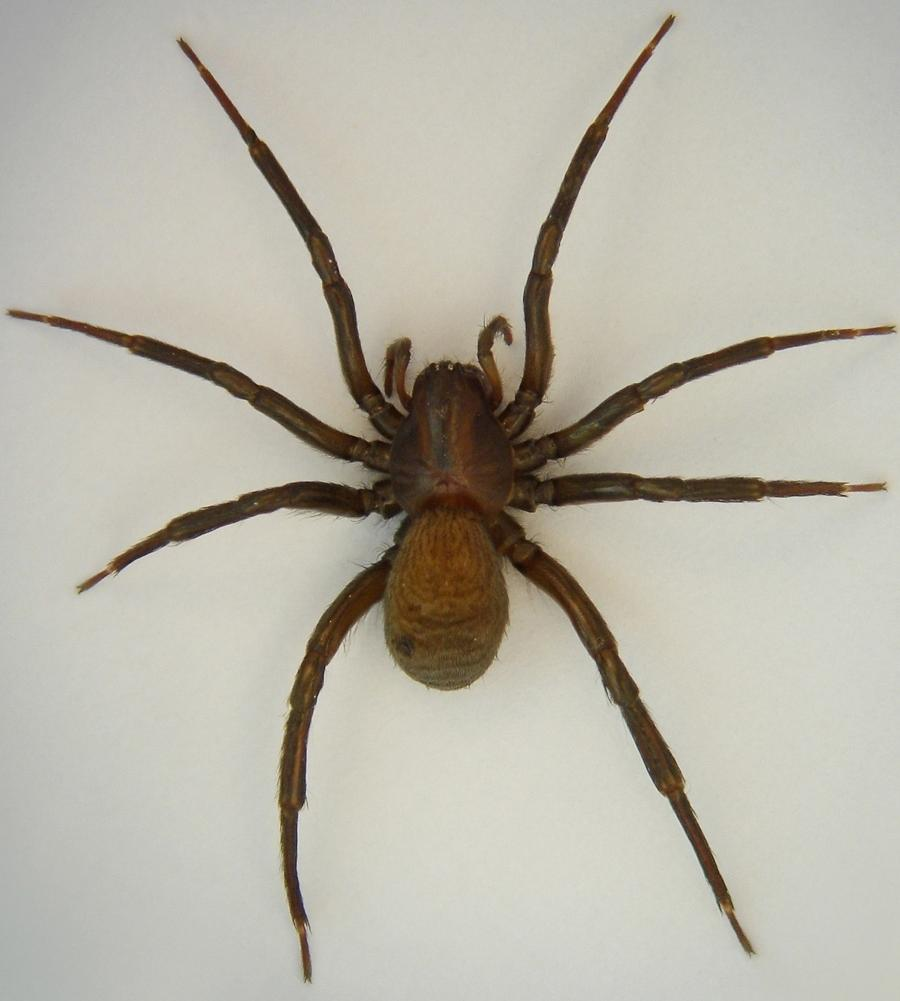
A pók közelről

A vízipók fejtora sötétbarna, potroha szürke színű. A nőstény fejtorának hasi oldalát és egész potrohát ezüstösen csillogó levegőréteg borítja, a hím potrohának hátán ez a réteg hiányzik. A hím 10-15 milliméteres testhosszúságával lényegesen nagyobb termetű, mint a nőstény, amely csak 8-9 milliméter.

## Életmódja
A vízipók az egyetlen pókfaj, amely egész életében víz alatt él. Az állat növényekkel sűrűn benőtt, különböző méretű állóvizek lakója. Leggyakrabban lápos tavakban, vizesárkokban, alkalomadtán halastavakban található. A vízipók levegővel töltött tágas harangot létesít a víz alatt. Finom, kettős szőrzete lehetővé teszi, hogy a víz felszínéről levegőbuborékokat vigyen a víz alá. Vízszintes hálószövedéket készít a vízinövények között, és vezetőfonalat is sző a víz felszínéig.

## Szaporodása
A petékből kikelő fiatal pókok két év alatt érik el végleges testhosszúságukat, ekkor válnak ivaréretté.

## Megjelenésük a kultúrában
A búvárpók az egyik főszereplője a közkedvelt „Vízipók-csodapók” című legendás magyar rajzfilmsorozatnak, mely 1978 és 1988 között készült.